# Aude Amadou
Pour les articles homonymes, voir Amadou.
Aude Amadou, née le 29 février 1980 à Coutances (Manche), est une femme politique française. Membre de La République en marche, elle est députée de la 4e circonscription de la Loire-Atlantique de 2017 à 2022. Elle a été une joueuse de handball de haut niveau.

## Biographie
Elle passe son bac L à Segré (Maine-et-Loire). Elle prépare une école de commerce au lycée Vial à Nantes (Loire-Atlantique). Elle poursuit ses études à Sup de Co, à Tours (Indre-et-Loire). Elle obtient un diplôme européen de communication à Toulon (Var)
Elle évolue en handball pendant 17 ans. D'abord dans l'équipe du CJF Fleury-les-Aubrais (Loiret), puis en tant que joueuse professionnelle en D1 et D2, dans les clubs de Toulon Saint-Cyr (Var) et OGC Nice (Alpes-Maritimes), ; elle y occupe le poste de demi-centre, et est souvent la capitaine de l'équipe. En 2017, elle joue dans le club amateur N2 de Moncoutant (Deux-Sèvres).
Elle cesse sa carrière de handballeuse professionnelle pour devenir en 2012, présidente d'une agence de communication dans l'événementiel sportif, « la Bulle à Idées », à Saint-Sébastien-sur-Loire, dans la banlieue nantaise.

## Carrière politique
Mi-août 2017, Aude Amadou rappelle comment elle est entrée en politique : « J'ai d'abord lu Révolution (...) [le livre d'Emmanuel Macron]. Je suis ensuite allée sur le terrain, j'ai participé à des ateliers. J'y ai retrouvé l'esprit d'équipe, les valeurs collectives qui m'animent ».
Elle est rapporteure pour la commission des Affaires culturelles, saisie au fond, du projet de loi relatif à l'organisation des jeux olympiques et paralympiques, examiné par l'Assemblée nationale en décembre 2017.
Début 2018, dès la décision de l'abandon du projet d'aéroport à Notre-Dame-des-Landes, Aude Amadou préconise de changer l'orientation de la piste de l'aéroport existant.
En octobre 2018, elle fait partie des 58 députés de la majorité à voter le rejet préalable d'une proposition de loi, portée par le Républicain Aurélien Pradié, visant à favoriser la scolarisation des enfants handicapés et à revaloriser le statut précaire d'AVS (Auxiliaire de Vie Scolaire). En conséquence, la proposition de loi est abandonnée sans même faire l'objet d'un Débat.
En juillet 2019, elle vote en faveur du CETA.

## Mandats
- 21 juin 2017 - 21 juin 2022 : députée de la 4e circonscription de la Loire-Atlantique[8].